# Consejo Nacional de Patrimonio de Suecia

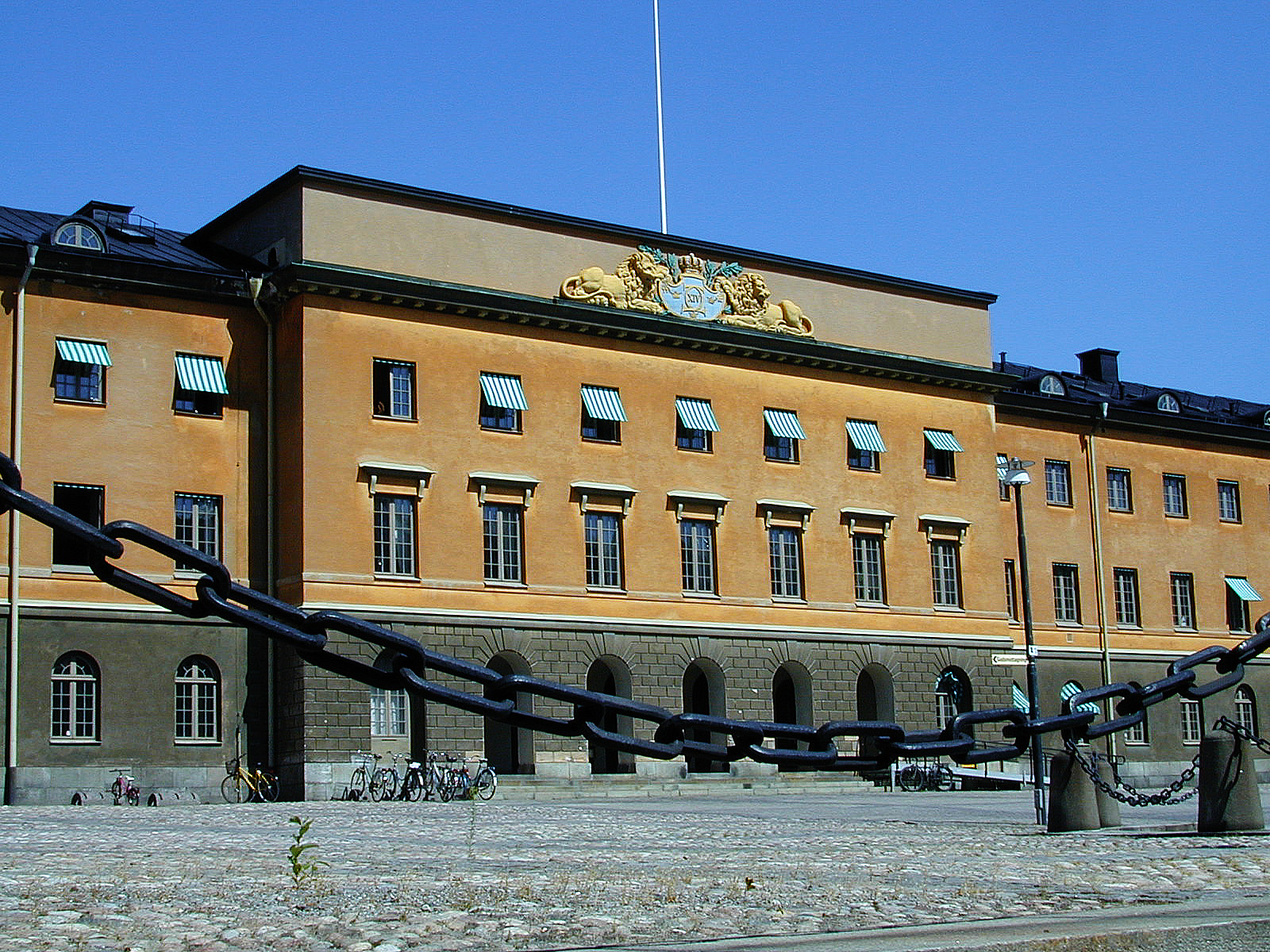
Vista del edificio sede del Riksantikvarieämbetet

El Consejo Nacional de Patrimonio de Suecia (en sueco: 'Riksantikvarieämbetet', RAÄ)  es una agencia gubernamental sueca. Es la autoridad administrativa central para asuntos relacionados con el medio ambiente y el patrimonio histórico, encargada de los Sitios Patrimonio Mundial de Suecia y otros monumentos del patrimonio nacional y entornos históricos. Está adscrita al Ministerio de Cultura y tiene su sede principal en Estocolmo, aunque desde 2005 también en Visby.
Los objetivos de la agencia son promover la preservación y protección de los entornos históricos y promover el respeto y el conocimiento de los entornos históricos. Para ello, intenta que el patrimonio sueco sea accesible a todos los ciudadanos, difundir información sobre ese patrimonio y «potenciar el patrimonio como una fuerza en la evolución de una sociedad democrática sostenible».